# Basilicata
A Basilicata, também designada por Lucânia (esta última foi a denominação oficial da região de 1932 a 1947), é uma região da Itália meridional com cerca de 600 mil habitantes e 10073 km², cuja capital é Potenza. Faz fronteira a sudeste com o mar Jónico (golfo de Tarento), a este com a Apúlia, a oeste com a Campânia, a sudoeste com o mar Tirreno e a sul com a Calábria.

## Administração
Esta região é composta das seguintes províncias:
- Matera
- Potenza